# Szihanukvil
Szihanukvil vagy korábbi nevén Kampongszom (khmer írással: ក្រុងព្រះសីហនុ illetve កំពង់សោម) város Kambodzsában, a Thai-öböl partján, az azonos nevű tartomány székhelye. Az ország egyik legnagyobb városa, lakossága kb. 100 ezer fő, az agglomerációé közel 200 ezer fő volt 2008-ban.
A város a nevét Norodom Szihanuk király tiszteletére kapta.
Különleges gazdasági övezet, az ország egyetlen mélyvízi kikötőjével; továbbá egy nemzetközi forgalmú repülőtér is található a közelben. 
Környéke tengerparti üdülőhely a folyamatosan növekvő számú hazai látogatók és a nemzetközi turisták számára.
A közelben fekvő nagyobb szigetek: Koh Rong, Koh Rong Samloem, Koh Tang (koh = sziget).

## Fordítás
- Ez a szócikk részben vagy egészben  a   Sihanoukville (city) című angol Wikipédia-szócikk fordításán alapul.  Az eredeti cikk szerkesztőit annak laptörténete sorolja fel. Ez a jelzés csupán a megfogalmazás eredetét és a szerzői jogokat jelzi, nem szolgál a cikkben szereplő információk forrásmegjelöléseként.